# Jenny Dankelman
Jennigje (Jenny) Dankelman (Ommen, 1961) is een Nederlands hoogleraar Technologie voor minimaal-invasive chirurgie en interventies aan de Technische Universiteit Delft en werd in 2019 verkozen tot lid van de Koninklijke Nederlandse Akademie van Wetenschappen.

## Biografie
Dankelman studeerde af in de wiskunde aan de Rijksuniversiteit Groningen in 1984 en is in 1989 gepromoveerd aan de Technische Universiteit Delft op het gebied van de dynamica van de coronaire circulatie. Vervolgens werkte ze vanaf dat laatste jaar aan de Universiteit van Amsterdam, eerst als post-doc onderzoeker, daarna als docent. In 1992 trad ze in dienst van de Delftse Universiteit waar ze sinds 2007 teamleider is van de Minimally Invasive Surgery and Interventional Techniques Group, en sinds 2013 gewoon hoogleraar Technologie voor minimaal-invasive chirurgie en interventies.
Haar onderzoek richt zich op het verbeteren van van minimaal-invasieve chirurgie en interventies  en sinds 2016 richt haar onderzoek zich ook op het verbeteren van chirurgie in ontwikkelingslanden.
Dankelman ontving in 2019 de Leermeesterprijs van haar universiteit, een prijs die uitgereikt wordt aan hen die zowel in onderzoek als onderwijs van grote betekenis zijn gebleken. Ze heeft tientallen publicaties op haar naam staan, al dan niet met anderen, en was promotor van enkele tientallen onderzoekers.
Bij de lintjesregen van 2018 werd prof. dr. J. Dankelman benoemd tot Ridder in de Orde van de Nederlandse Leeuw, een jaar later werd ze verkozen tot lid van de KNAW.
- Bibsys: 90524320
- International Standard Name Identifier: 0000 0003 9017 2019
- Nationale Bibliotheek van Tsjechië: xx0051463
- Nederlandse Thesaurus van Auteursnamen: 074546783
- ORCID: 0000-0003-3951-2129
- ResearcherID: H-9100-2017
- Virtual International Authority File: 283741425